# Бенедикт Арнольд
Бе́недикт А́рнольд (англ. Benedict Arnold; 14 січня 1741 — 14 червня 1801) — генерал-майор, учасник війни за незалежність Сполучених Штатів, прославився у боях на боці американських повстанців, пізніше перейшов на бік Великої Британії.

## Біографія
Після проголошення незалежности Сполученими Штатами, брав участь у військових діях, відзначився власним героїзмом та відвагою; під його командою війська повстанців захопили декілька ключових фортів та врятували молоду республіку. Після битви при Саратозі, ключового моменту повстання, отримав звання генерала. Попри ці досягнення, політичні противники Арнольда звинувачували його у корупції. Опинившись у скрутному фінансовому становищі та розчарований у політиці молодої республіки та відношенням до нього вирішив перейти на бік Великої Британії. У обмін за звання генерала та 20 000 фунтів винагороди у липні 1780 року спробував здати англійцям форт Вест-Пойнт. План Арнольда був розкритий, повстанці перехопили його листа, але йому вдалося втекти.
У 1782 році після служби у британському війську поселився у Лондоні, пізніше зайнявся бізнесом у Канаді. Повернувся до Англії у 1791 році, помер у Лондоні 14 червня 1801 року. В Сполучених Штатах Бенедикт Арнольд — суперечлива постать, яку розглядають одночасно як героя, котрий врятував Сполучені Штати від знищення і як зрадника, який продав свою країну за гроші.